# Прапор Ангільї
Прапор Ангільї — один з офіційних символів Ангільї. Офіційно затверджений 30 травня 1990 року. Співвідношення сторін прапора 1:2.
На полотні синього кольору у лівому верхньому куті зображений прапор Великої Британії. З правої сторони розміщено герб Ангільї. Три дельфіни символізують дружбу, вірність та силу.
В період з 1967 рік по 1990 рік використовувався інший прапор: біле прямокутне полотнище з блакитною стрічкою знизу з трьома дельфінами посередині.

## Попередній прапор

Прапор Ангільї 29 вересня 1967 - 30 травня 1990

Прапор «асоційованої з Великою Британією держави» Сент-Кристофер и Невіс 30.05.1967 — 12.07.1967 19.03.1969 — 19.12.1980 (де-юре)
Прапор Республіки Ангілья 23.07.1967 — 29.09.1967
Прапор британського губернатора Ангільї